# Chráněná krajinná oblast Soutok
Chráněná krajinná oblast Soutok (CHKO Soutok) je chráněná krajinná oblast v Česku. Vyhlášena byla 1. července 2025 a je tak nejmladší českou CHKO. Správa CHKO sídlí v Břeclavi. Rozloha CHKO činí 125 km², nadmořská výška se pohybuje v rozmezí 150 až 177 metrů.
CHKO Soutok se nachází v nejjižnější části Moravy v okresech Břeclav a Hodonín. V Dyjsko-moravské nivě zahrnuje Dyjský trojúhelník s oborou Soutok, přírodní parky Niva Dyje a Mikulčický luh a přilehlé nivy podél řek Moravy a Dyje, kde se prostírá nejrozsáhlejší komplex lužních lesů a luk ve střední Evropě, přezdívaný také „moravská Amazonie“. CHKO hraničí s Rakouskem a Slovenskem, na jihu navazuje na slovenskou CHKO Záhorie a severozápadním výběžkem na CHKO Pálava. Značnou měrou se překrývá s Lednicko-valtickým areálem.
V programovém prohlášení vlády Petra Fialy schváleném v lednu 2022 byl navržen nejvyšší stupeň ochrany – národní park, později byl v reakci na odpor  místních subjektů návrh změněn na chráněnou krajinnou oblast. Zřízení CHKO vláda definitivně schválila 15. ledna 2025, a to k 1. červenci 2025. Slavnostní vyhlášení CHKO proběhlo 21. června 2025 v Lednicko-valtickém areálu za přítomnosti ministra životního prostředí Petra Hladíka.
Cílem vyhlášení velkoplošného chráněného území je zachování a údržba lužního ekosystému významného v celoevropském měřítku. Lužní lesy tvoří směs listnatých stromů, které potřebují krátkodobé periodické záplavy, aby mohly prospívat. Proto se již dříve každé jaro řízeně vypouštěla z novomlýnských nádrží na Dyji voda tak, aby zaplavila neobydlené plochy lužní nivy.
Na přípravě vyhlášení chráněného území spolupracovali Ministerstvo životního prostředí a Agentura ochrany přírody a krajiny ČR. 90 % lužních lesů CHKO leží na pozemcích v majetku státu. 

## Rozsah
CHKO s rozlohou 125,3884 km² patří v rámci Česka mezi menší chráněná území tohoto typu, v Jihomoravském kraji je ale druhou nejrozsáhlejší po CHKO Bílé Karpaty.
Území CHKO Soutok má dvě nesouvislé části přerušené zástavbou města Břeclav. Větší část CHKO se prostírá okolo vlastního soutoku, podél Dyje od Břeclavi k ústí a podél Moravy od Hodonína po soutok. Druhá menší část se nachází podél Dyje mezi Novými Mlýny a Břeclaví.
CHKO zasahuje katastrální území 15 obcí:
- Z okresu Břeclav: 
  - města Břeclav, Lanžhot, Podivín
  - městys  Moravská Nová Ves
  - obce Bulhary, Kostice, Ladná, Lednice, Přítluky, Rakvice, Tvrdonice, Týnec, Zaječí
- Z okresu Hodonín
  - město Hodonín a obec Mikulčice

Zonace území CHKO má čtyři stupně ochranného režimu. Největší souvislá plocha nejpřísněji chráněné 1. zóny se nachází v rámci obory Soutok podél nejspodnějšího toku Dyje a Kyjovky (již k 1. 1. 2025 byly na tomto území vyhlášeny národní přírodní rezervace Lanžhotské pralesy a rozsáhlá národní přírodní památka Soutok). Území chráněné oblasti se až na výjimky vyhýbá zástavbě (což je důsledkem původního plánu na národní park). Ve 4. zóně CHKO se nachází např. zámek Lednice a ve 2. zóně archeologické areály Pohansko a Mikulčice.

### Maloplošná zvláště chráněná území
- NPR Lanžhotské pralesy
- NPR Lednické rybníky (část: Zámecký rybník)
- NPP Pastvisko u Lednice
- NPP Soutok
- PR Skařiny
- PR Stibůrkovská jezera
- PP Jezírko Kutnar
- PP Kostická čista
- PP Květné jezero
- PP Saufang
- PP Týnecké fleky

### Přírodní parky
- Mikulčický luh
- Niva Dyje

### Obory
- Obelisk
- Soutok

## Instituce
Sídlo správy CHKO Soutok je v Břeclavi, ačkoliv byl původně, v květnu 2024, vybrán Lanžhot. Návštěvnická informační centra mají vzniknout v Břeclavi (na zámku) a v Mikulčicích. Plánuje se také vybudování nových naučných stezek a ptačích pozorovatelen.
Správa bude sídlit v rekonstruovaných prostorách v budově ve vlastnictví státu na ulici Národních hrdinů 10, Břeclav. Provizorní sídlo po dobu trvání stavebních prací bylo poskytnuto městem Břeclav v budově na náměstí TGM 10 (někdejší městský úřad).

## Historie a kontroverze
Plány na celoplošnou ochranu oblasti soutoku Dyje a Moravy se datují už od roku 1948, kdy bylo navrženo zde zřídit „krajinářsky chráněnou oblast“. Ve výsledku došlo pouze k vyhlášení dvou malých rezervací v nejzachovalejších fragmentech lužního lesa (Cáhnov-Soutok a Ranšpurk, dnes součást NPR Lanžhotské pralesy). Po vzniku Železné opony se oblast soutoku stala součástí nepřístupného hraničního pásma na československo-rakouské hranici a probíhalo zde pouze lesní hospodaření.
V souvislosti s vyhlášením CHKO Pálava na území nedaleké Mikulovské vrchoviny koncem 70. let se objevily návrhy na její rozšíření i na oblast Soutoku, nebyly však realizovány. Další impuls přišel po pádu Železné opony a otevření hranic roku 1990. Diskutovalo se o zřízení přeshraničního národního parku společně s Rakouskem, pak byl oživen návrh na rozšíření CHKO Pálava, který se dostal i do některých soudobých map, nakonec ale nebyl ministerstvem ani předložen ke schválení. Jistou, ačkoliv spíše teoretickou formou plošné ochrany se tak stalo pouze zřízení biosférické rezervace Dolní Morava. Celá oblast byla také zařazena do evropského systému Natura 2000: část jižně a východně od Břeclavi jako evropsky významná lokalita Soutok-Podluží a ptačí oblast Soutok-Tvrdonicko a část severozápadně od Břeclavi jako EVL Niva Dyje (na její části byl zřízen přírodní park Niva Dyje).
O samostatné „CHKO Soutok“ se poprvé začalo hovořit v materiálu AOPK z roku 2008. Celoplošná ochrana Soutoku se soustavně objevovala mezi prioritami v národních strategiích ochrany přírody, praktická realizace však narážela na stejně soustavný odpor řady místních samospráv, hospodářských subjektů i běžných obyvatel, kteří nesouhlasili s omezováním možných aktivit v území. Mnohdy však šlo o neopodstatněné obavy plynoucí z fám a účelových dezinformací. V zájmu dosažení kompromisu učinil orgán ochrany přírody ústupek v podobě zmírnění původně plánované kategorie národního parku na méně přísný režim chráněné krajinné oblasti. V mezičase zde také bylo postupně vyhlášeno několik nových maloplošných chráněných území, což však nezaručovalo koordinovanou a komplexní ochranu celé oblasti.
Dotáhnout do cíle projekt NP, resp. CHKO Soutok si vytknula za cíl vláda Petra Fialy, posléze pod garancí ministra životního prostředí Petra Hladíka. I přes řadu jednání mezi ministerstvem, ochránci přírody a místními představiteli byly i během finalizace podávány další žaloby a stížnosti. Mezi dlouhodobé velké kritiky patří město Lanžhot, z jehož katastrálního území náleží do CHKO jeho většina a prakticky veškeré lesy. Dalším výrazným odpůrcem je místní podnikatel František Fabičovic, mj. majitel soukromé obory Obelisk u Lednice, která je zařazena do 3. zóny CHKO. Proti zřízení dlouhodobě brojí také místní ekolog Otakar Pražák. Stížnost podaly např. i Vodovody a kanalizace Břeclav, které vyjádřily obavu z ohrožení zajištění dodávek pitné vody pro odběratele. Lokální odpor využil v politické kampani Robert Šlachta roku 2024 při kandidatuře do Senátu za obvod Břeclav, když mj. prohlásil, že „udělá všechno pro to, aby CHKO nevznikla“. Po svém zvolení svou rétoriku výrazně zmírnil, nicméně podle jeho názoru bylo vyhlášení „tlačené na sílu“.
K 1. lednu 2025 byla v oblasti vyhlášena dvě rozsáhlá maloplošná chráněná území: národní přírodní rezervace Lanžhotské pralesy a národní přírodní památka Soutok (zahrnují většinu obory Soutok). O dva týdny později vláda schválila zřízení CHKO k 1. červenci 2025, což vyvolalo další vlnu stížností a žalob. Ve věci odporu se začala výrazně angažovat Alena Schillerová, vedoucí jihomoravské kandidátky hnutí ANO do sněmovních voleb 2025, která v dubnu toho roku označila CHKO Soutok za „dítě zeleného šílenství“. Celkem 35 poslanců hnutí podepsalo návrh Ústavnímu soudu na zrušení vládního nařízení. Naopak prezident Petr Pavel při své návštěvě koncem února 2025 vznik chráněné krajinné oblasti podpořil.

## Galerie

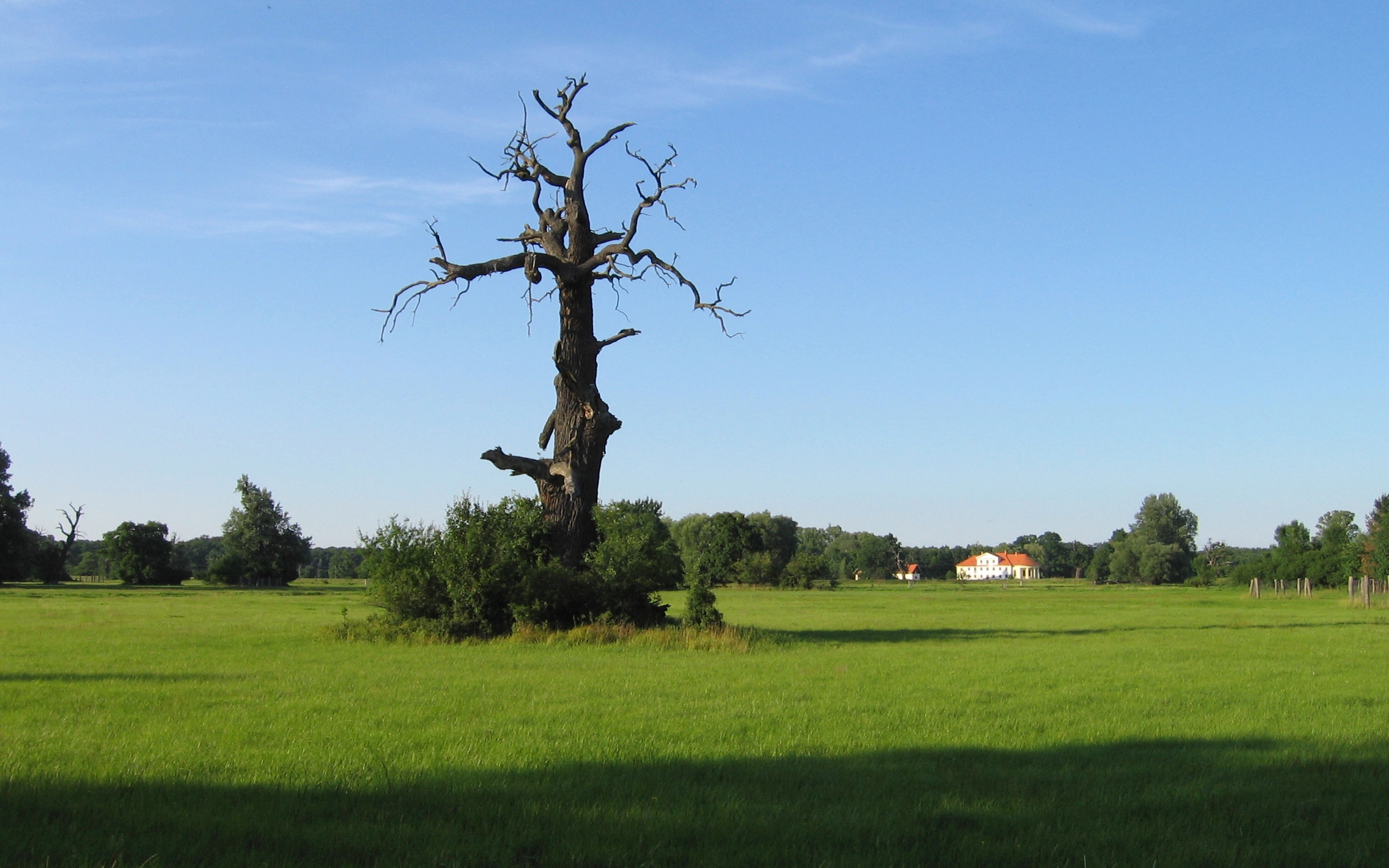
Dub u zámečku Lány
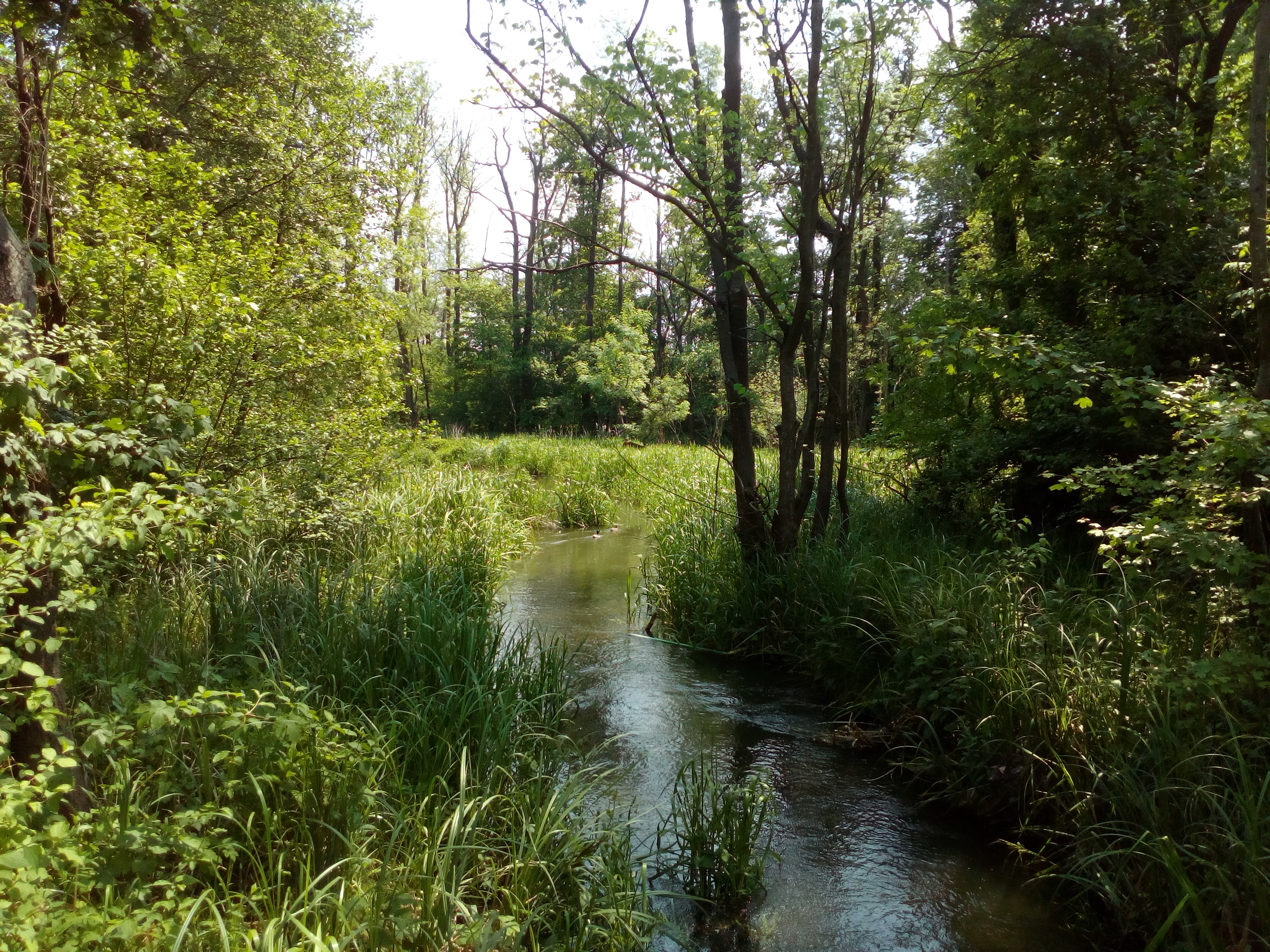
Kančí obora
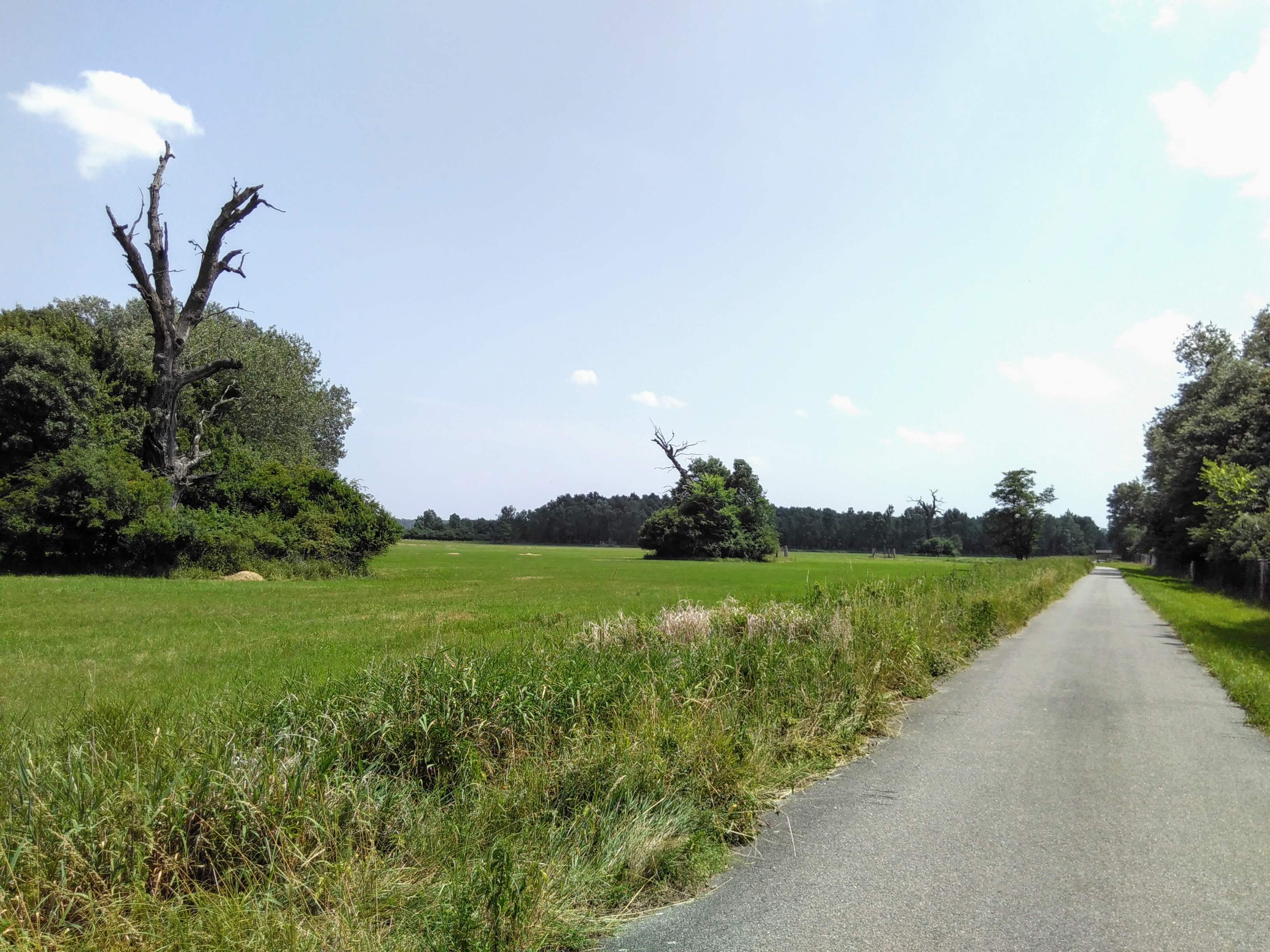
Hraniční cesta v oboře Soutok
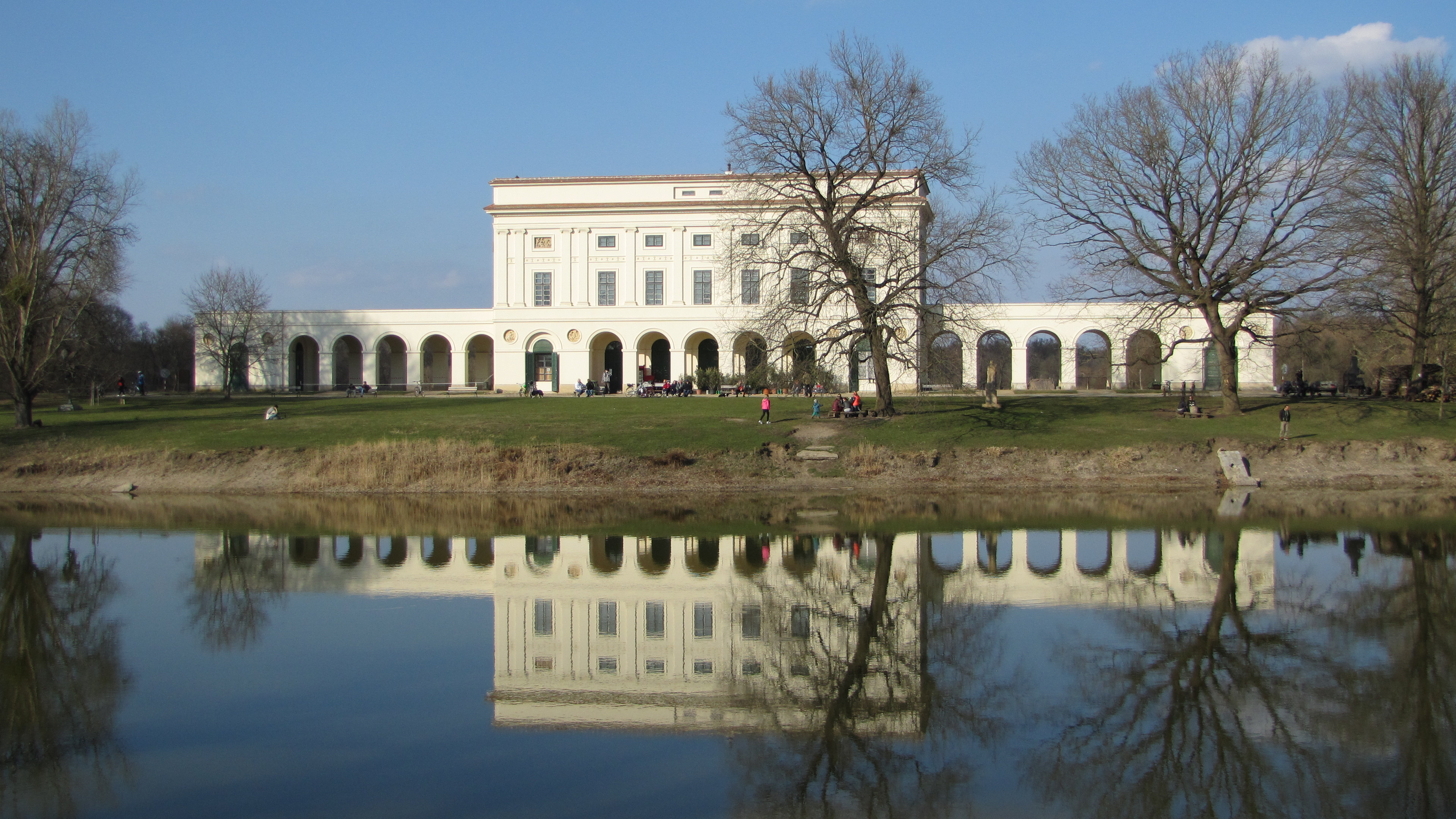
zámek Pohansko
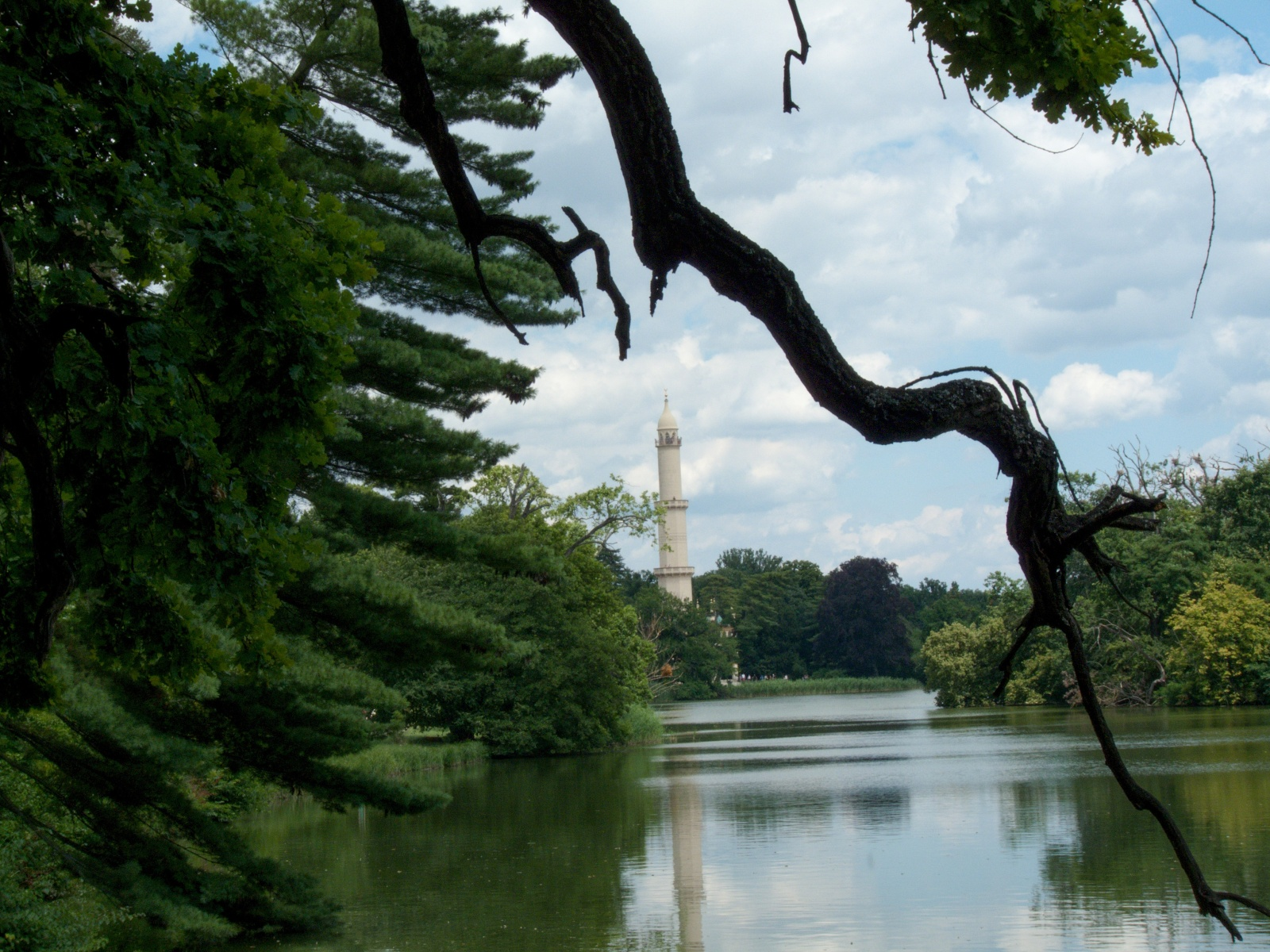
zámecký park v Lednici
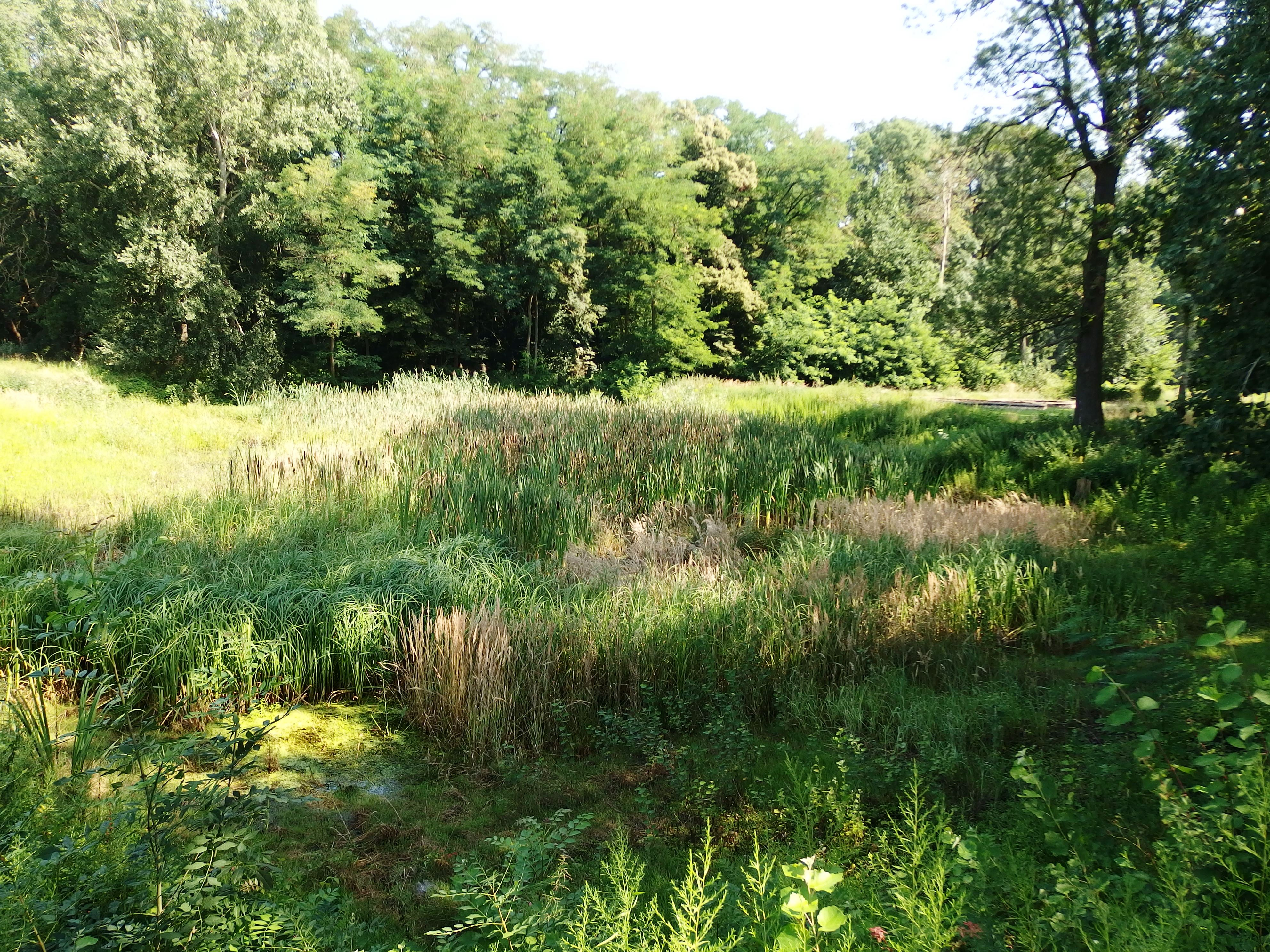
mokřad u Mikulčic
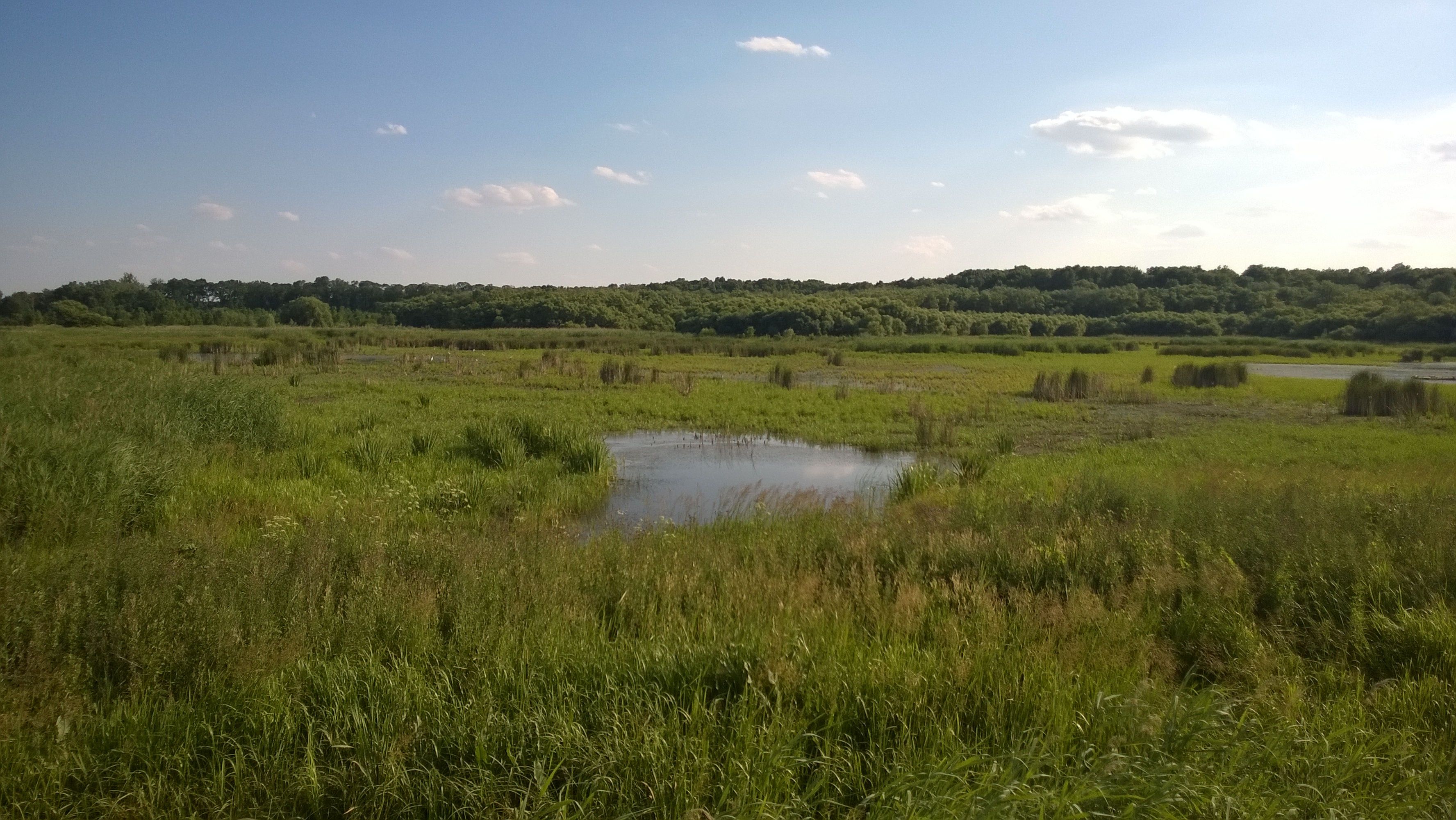
Pastvisko u Lednice